# Koordinierungsrat des christlich-islamischen Dialogs
| Basisdaten                | Basisdaten     |
| ------------------------- | -------------- |
| Gründungsdatum            | 2003           |
| Gründungsort              | Bad Boll       |
| Sitz                      | Berlin         |
| muslimischer Vorsitzender | Abdlqalq Azrak |
| christliche Vorsitzende   | vakant         |
| Website                   | www.kcid.de    |

Der Koordinierungsrat des christlich-islamischen Dialogs e.V. (KCID) (bis 2007 Koordinierungsrat der Vereinigungen des christlich-islamischen Dialoges in Deutschland e.V.) ist der Dachverband christlich-islamischer Dialogorganisationen in Deutschland. Sein Sitz ist Berlin.

## Struktur und Aufgaben
Der Verband hat 8 Mitgliedsorganisationen (Stand: Januar 2021). Zu den Aktivitäten des KCID gehören Veranstaltungen, wie Vorträge und Tagungen. Er vertritt die Mitgliedsorganisationen auf Bundesebene. Diese sind lokal oder regional tätig, das Bendorfer Forum auch bundesweit. Laut Satzung des KCID kann jede auf Dauer angelegte Vereinigung von Muslimen und Christen in Deutschland Mitglied im Verband werden, wenn sie sich vorrangig dem Dialog und der Zusammenarbeit widmet und in ihren Leitungsgremien Mitglieder beider Religionen vertreten sind.
Vorsitzende waren seit der Gründung des Vereins bis 2008 Murat Aslanoğlu (als muslimischer Vorsitzender) und Melanie Miehl (als christliche Vorsitzende). Sie wurden von Kirchenvertretern und Politikern – wie den Bundespräsidenten Johannes Rau und Horst Köhler – zu Gesprächen eingeladen. Aslanoglu wurde zudem von Papst Benedikt XVI. empfangen. 2008 wählte die Mitgliederversammlung des KCID Ali Nihat Koç zum muslimischen und Thomas Lemmen zum christlichen Vorsitzenden. Von Mai 2010 bis Dezember 2012 waren Emina Čorbo-Mešić und Jürgen Meyer Vorsitzende des Verbandes. Ihnen folgten Abderrahim En-Nosse und Susanna Faust-Kallenberg. Im April 2014 wurden Abdlqalq Azrak und Irene Diakite zu Vorsitzenden gewählt. Frau Diakite schied bei der Neuwahl des Vorstandes am 30. Oktober 2021 auf eigenen Wunsch aus, ohne dass ihr Amt neu besetzt werden konnte.
Der Verband wurde seit seiner Gründung vom Bundesministerium des Innern projektbezogen finanziell unterstützt.

## Mitgliedsvereinigungen
- Bonn: Arbeitskreis Muslime und Christen im Bonner Norden
- Düsseldorf: Wir bauen Brücken
- Gießen: Christlich-Islamische Gesellschaft (CIG) in Gießen e.V.
- Karlsruhe: Christlich-Islamische Gesellschaft Karlsruhe e.V.
- Marl: Christlich-Islamische Arbeitsgemeinschaft Marl
- Nürnberg: Begegnungszentrum Brücke – Köprü
- Odernheim: Bendorfer Forum für ökumenische Begegnung und interreligiösen Dialog e.V.
- Schwalbach: Deutsch-Ausländische Gemeinschaft Schwalbach e.V.